# Množično občilo
Množična občila, množični mediji oz. sredstva množičnega obveščanja so občila, posebej namenjena doseganju široke javnosti. Izraz je nastal v 1920. letih na Zahodu s pojavom velikih radijskih omrežij in časopisov ter revij z veliko naklado. Danes se izraz najpogosteje uporablja za opis množičnih elektronskih občil, kot so radio, televizija in internet. Slednji se razlikuje od preostalih množičnih občil predvsem v tem, da imajo na internetu praktično vsi posamezniki možnost produkcije in širjenja informacij, pri ostalih pa imajo to možnost le ozke skupine z dostopom do ustrezne tehnologije za distribucijo, katerih dejavnost je zakonsko regulirana.
Izraz je tesno povezan s konceptom množične družbe, v kateri so posamezniki informacijsko povezani z množičnimi občili, a razpršeni v prostoru in nepovezani v skupnost v tradicionalnem pomenu besede. Odraz tega je množična kultura, ki obravnava javnost kot statističen pojem, ne kot seštevek posameznikov.